# イナヒロハテンナンショウ
イナヒロハテンナンショウ（伊那広葉天南星、学名:Arisaema inaense）は、サトイモ科テンナンショウ属の多年草。
葉は1個で、仏炎苞は葉より下につき、仏炎苞筒部にいちじるしく隆起する白色の縦状の条線が多数あって、仏炎苞舷部につづく。小型の株は雄花序をつけ、同一のものが大型になると雌花序または両性花序をつける雌雄偽異株で、雄株から雌株に完全に性転換する。

## 特徴
地下の球茎には腋芽が単生して子球に発達し、中心から2方向に並ぶ。植物体の高さは25-50cmになる。偽茎部は葉柄部とほぼ同じ長さ、葉はふつう1個で、葉身は5-7個に分裂し、小葉間の葉軸はあまり発達しない。小葉は狭楕円形で、先端はとがり、縁は全縁になる。偽茎の開口部は襟状に波打つ。
花期は、5-6月、仏炎苞は葉の展開の後に開く。花序柄は短く、仏炎苞は葉身より下部につく。仏炎苞はやや緑色を帯びた淡紫褐色で、仏炎苞筒部にいちじるしく隆起する白色の縦状の条線が多数ある。仏炎苞口辺部は狭く開出し、仏炎苞舷部は倒卵形で立ち上がり、筒部の細くて平行な条線が続いて目立ち、舷部先端はとがり、舷部は筒部より長い。花序付属体は柄があり、太い棒状になって伸び、先端は淡紫褐色でやや頭状にふくらんで、仏炎苞筒部から短く突出する。果実は秋に赤く熟す。染色体数は2n=26。

## 分布と生育環境
日本固有種。中部地方の長野県および岐阜県に分布し、山地のブナ帯林下の沢沿いなどに生育する。2021年には石川県で分布が確認された。

## 名前の由来
和名イナヒロハテンナンショウは、木曽駒ヶ岳の伊那谷側山麓で採集された標本に基づき、芹沢俊介 (1981) によって命名された。
種小名（種形容語）inaense も芹沢によるもの。芹沢は初め、本種をアムールテンナンショウ Arisaema amurense の変種に位置づけられていたヒロハテンナンショウ A. amurense var. robustum（現、A. ovale）の姉妹群として、A. amurense var. inaense と命名した。2008年には、K.Sasamura et J.Murata によって種に階級移動され、A. inaense となった。

## 種の保全状況評価
絶滅危惧IA類 (CR)（環境省レッドリスト）
（2020年、環境省）

- 長野県（2014年）絶滅危惧種IA類(CR)
- 岐阜県（2015年）絶滅危惧種I類

2018年2月に、絶滅のおそれのある野生動植物の種の保存に関する法律（平成4年法律第75号）による国内希少野生動植物種に指定された。環境大臣の許可を受けて学術研究等の目的で採取等をしようとする場合以外は、採取、損傷等は禁止されている。併せて、商業的に個体の繁殖をさせることができる特定第一種国内希少野生動植物種に指定された。

## 類似種
- ヒロハテンナンショウ Arisaema ovale Nakai (1935)[14] - 北海道、本州の福井県以北の日本海側、九州北部に分布し、葉はふつう1個で、仏炎苞は葉の下につき、仏炎苞はふつう黄緑色から緑色、隆起する白い条線が目立つ[15]
- ナギヒロハテンナンショウ Arisaema nagiense T.Kobay., K.Sasamura et J.Murata (2008)[16] - 兵庫県と岡山県に分布し、葉はふつう1個で、仏炎苞は紫褐色でやや緑色を帯び、仏炎苞が葉より早く展開する[17]。絶滅危惧IA類(CR) [18]。国内希少野生動植物種および特定第一種国内希少野生動植物種[13]。
- シコクヒロハテンナンショウ Arisaema longipedunculatum M.Hotta (1966)[19] - 山梨県、静岡県、四国、九州（宮崎県、屋久島）に分布し、葉はふつう1個で、仏炎苞は緑色、葉の展開の後に偽茎の内側から開く[17]。絶滅危惧IB類(EN)[20]。

## ギャラリー

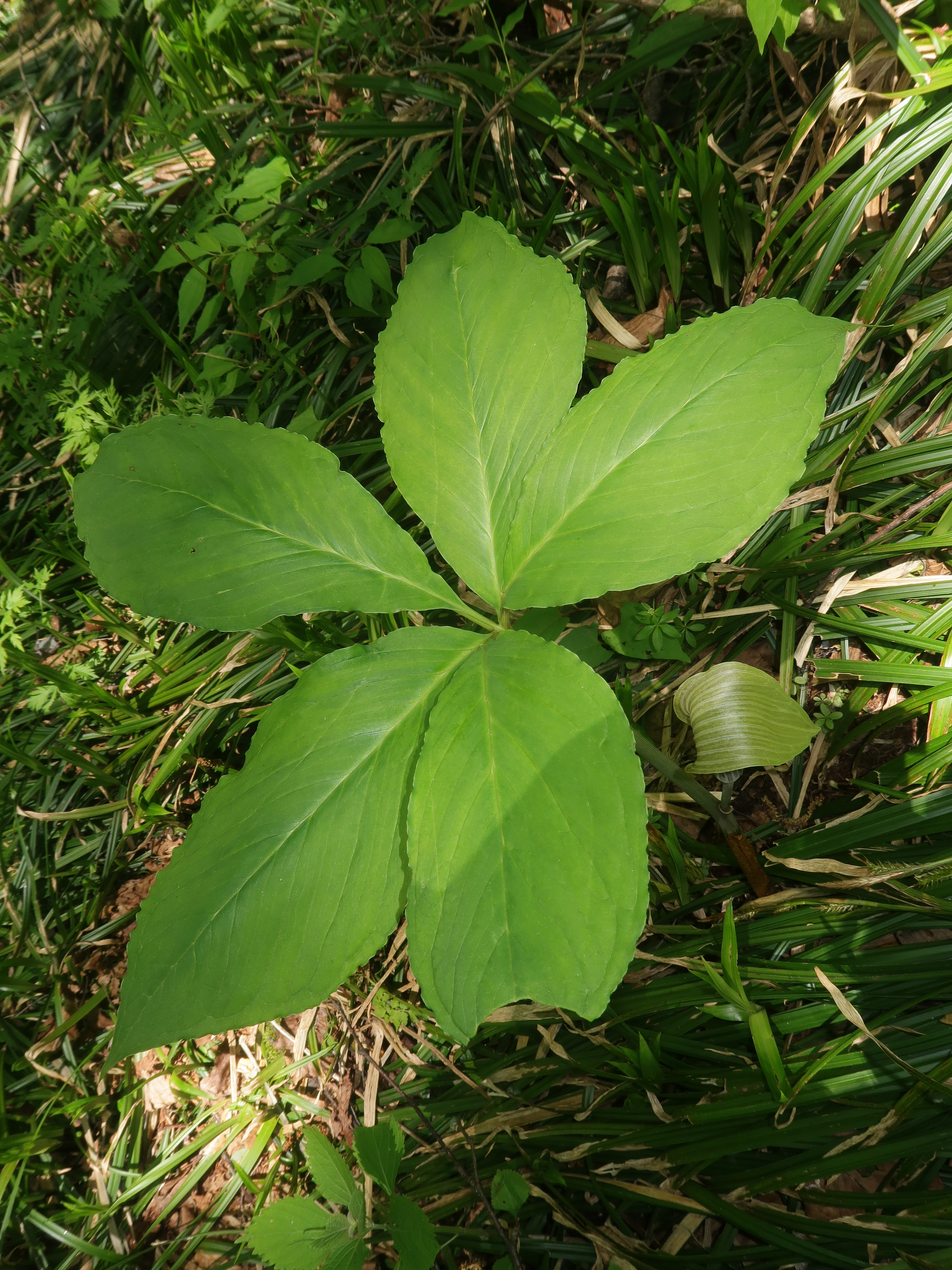
葉は1個。この個体の小葉は5個。
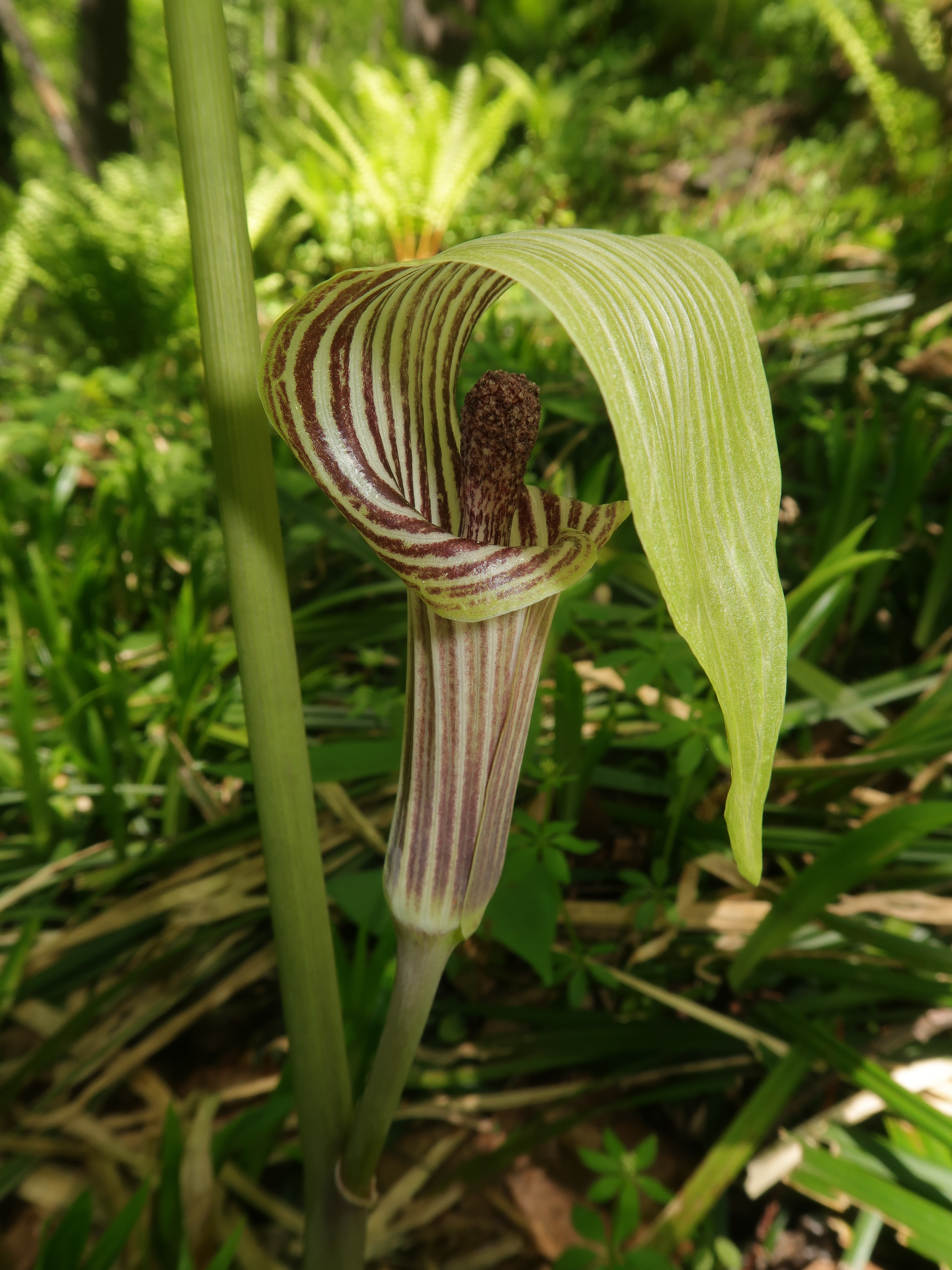
仏炎苞筒部にいちじるしく隆起する白色の縦状の条線が多数ある。
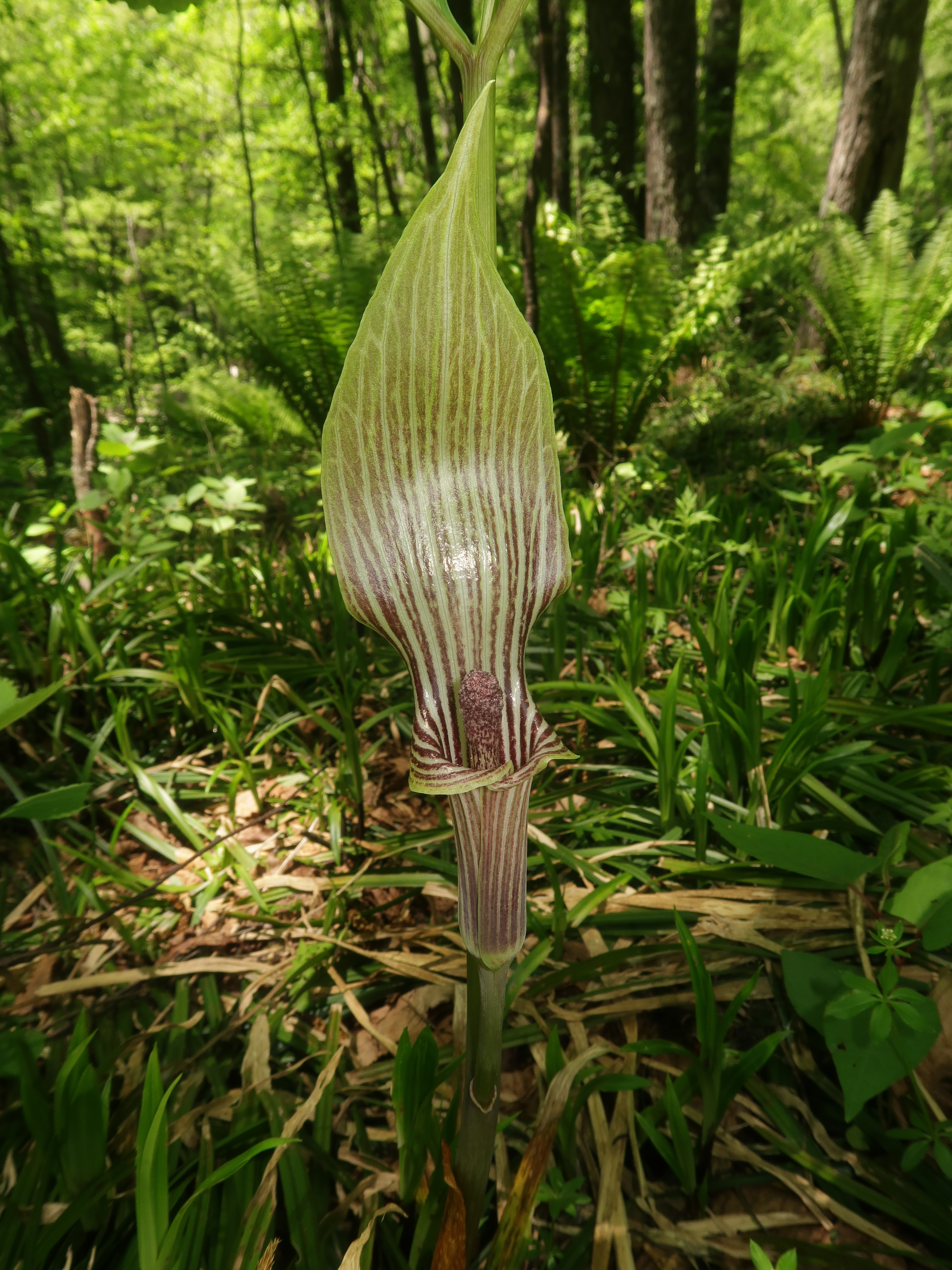
仏炎苞口辺部は狭く開出し、仏炎苞舷部は倒卵形で立ち上がり、筒部の細くて平行な条線が続いて目立つ。花序付属体は仏炎苞筒部から短く突出する。仏炎苞舷部を立たせて撮影。
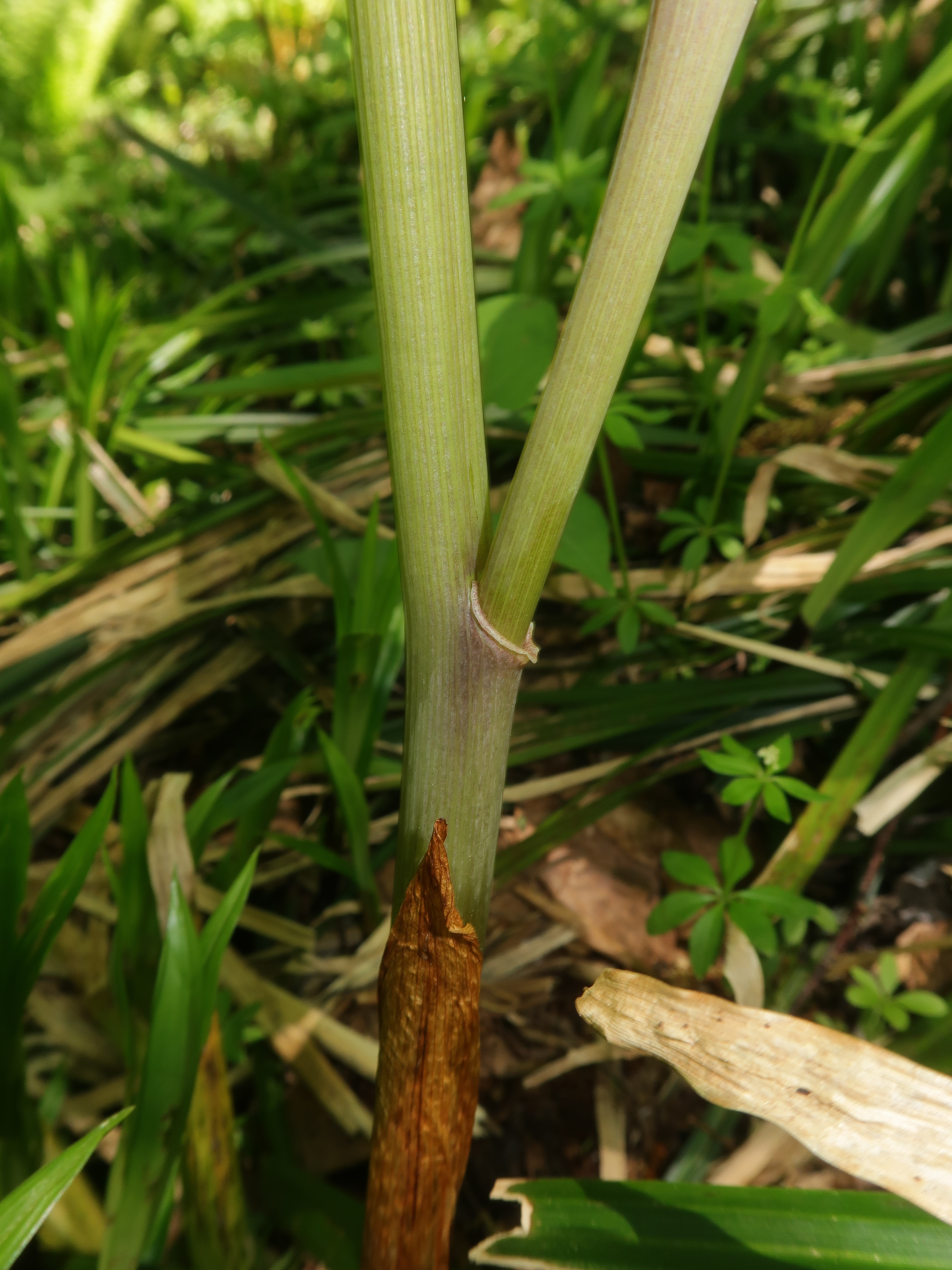
偽茎の開口部は襟状に波打つ。